# بيلي لي رايلي
بيلي لي رايلي (بالإنجليزية: Billy Lee Riley)‏ هو عازف قيثارة وكاتب أغاني ومغني ومغن مؤلف وملحن أمريكي، ولد في 5 أكتوبر 1933 في بوكاهونتاس في الولايات المتحدة، وتوفي في 2 أغسطس 2009 في جونزبورو في الولايات المتحدة بسبب سرطان.

## وصلات خارجية
- بيلي لي رايلي على موقع IMDb (الإنجليزية)
- بيلي لي رايلي على موقع ميوزك برينز (الإنجليزية)
- بيلي لي رايلي على موقع ديسكوغز (الإنجليزية)
- بيلي لي رايلي على موقع ديسكوغز (الإنجليزية)
- بيلي لي رايلي على موقع ديسكوغز (الإنجليزية)
- بيلي لي رايلي على موقع ديسكوغز (الإنجليزية)
- بيلي لي رايلي على موقع ديسكوغز (الإنجليزية)